# 喬伊尼克城堡

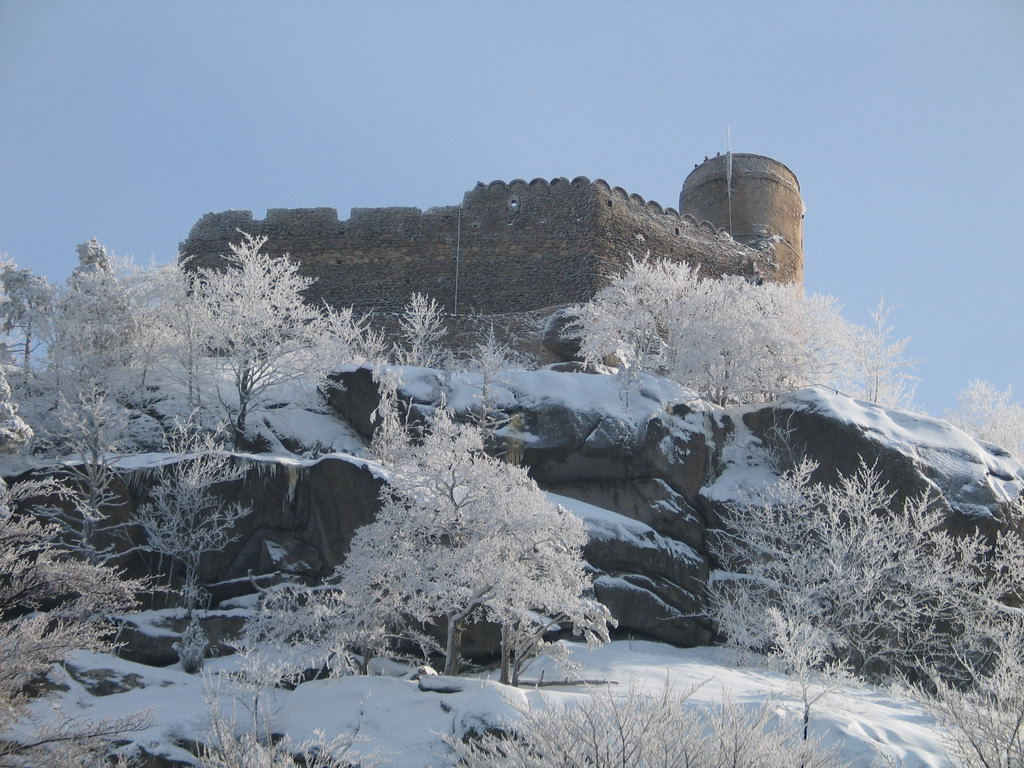

喬伊尼克城堡（Chojnik Castle）是波蘭的一座城堡，位於波蘭西南部城市耶萊尼亞古拉。這座城堡修建在高627米（2,057英尺）的喬伊尼克山上，是克爾科諾謝國家公園的一部分。

## 外部連結
- （波兰語） Official site（页面存档备份，存于）
- （波兰語） Castle website